# Not Gonna Get Us
Not Gonna Get Us is een nummer van het Russische muziekduo t.A.T.u. uit 2003. Het is de tweede single van hun tweede studioalbum 200 km/h in the Wrong Lane. De originele versie van het nummer is Russischtalig en heet Nas Ne Dogonyat (Russisch: Нас не догонят), wat (Ze) Vangen ons niet betekent.
Het nummer werd een grote hit in Europa. Het bereikte de 7e positie in het Verenigd Koninkrijk. In zowel de Nederlandse Top 40 als de Vlaamse Ultratop 50 wist het de 12e positie te bereiken.